# 춘추좌씨전

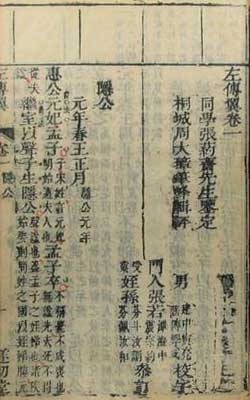

《춘추좌씨전》(春秋左氏傳)은 공자가 편찬한 것으로 전해지는 역사서인 《춘추》의 대표적인 주석서 중 하나로, 기원전 700년경부터 약 250년간의 역사가 쓰여져 있다. 또 다른 명칭으로는 좌전(左傳), 좌씨전(左氏傳), 좌씨춘추(左氏春秋)라고도 한다.
현존하는 다른 주석서인 《춘추곡량전》, 《춘추공양전》과 함께 삼전(三傳)으로도 불린다. 삼전 중에서 춘추좌씨전은 기본적으로 최고로 삼고 있다. 저자는 노나라 문인 좌구명(左丘明)이라고 기록되어 있으나, 분명하지는 않다.
《춘추좌씨전》은 다른 삼전과는 달리 풍부한 자료를 바탕으로 상세하게 《춘추》의 내용을 설명하고 있어서 현재 춘추시대를 이해하는 중요한 자료로 알려져 있다. 특히, 당시의 전투에 대한 기록이 상세하다. 또한, 동시대를 다루는 역사서인 《국어》는 《춘추외전》으로 불리기도 한다.

## 개요
유학자를 중심으로 하는 전통적인 설에서는 『좌전』의 저자를 공자와 같은 시대를 살았던 노(魯)의 태사(太史) 좌구명(左丘明)이라고 하였으나, 전설로서 분명한 것은 아니다. 또한 『사기』(史記)에 『좌씨춘추』(左氏春秋)라는 서적의 이름이 보이고 있는데 이것이 현행 『춘추좌씨전』과 같은 책인가에 대해서도 이설이 존재한다.
일설에는 옛날부터 있었던 역사서를 전한 말기의 사상가 유흠(劉歆)이 여러 차례로 춘추좌씨전이라 하였고, 저자는 좌구명이라 선전하였고, 스스로 황제로 오른 왕망이 한나라를 찬탈하였을 때 그 근거로 삼았다는 것이라는 신공양학파 학자 캉유웨이(康有爲) 등이 여러 가지 이설이 있다고 하지만, 이 주장도 입증이 된 주장이 아니다.
유흠은 『좌전』을 좋아하여 학관(學官)을 세우고자 애썼다. 후한 시대에는 금문(今文) 좌전과 고문(古文) 좌전의 대립으로 비판받으면서도 많은 학자들이 『좌전』을 배우게 되었다. 훗날 이에 대해 캉유웨이 등 청대 후기의 공양학자(公羊學者)들은 『춘추좌씨전』을 유흠의 위작이라고 하였으며 그들이 옹립한 왕망(王莽)이 한 왕조를 이어받았다는 근거로 내세우려 한 것이었다고 주장하였다.
베른하르드 칼그렌(Bernhard Karlgren)은 『좌전』의 언어가 노의 방언과는 다르다는 점을 밝혀내고 『좌전』은 선진(先秦) 시대의 문헌이기는 하지만 전통적으로 알려진 설처럼 공자나 그 문인들의 저작도 아니라고 결론을 내렸다. 쓰다 소키치(津田左右吉)는 전한 말기에 『사기』 등을 토대로 『좌전』이 쓰였다고 보았는데 훗날 가마타 마사시(鎌田正)는 『左伝の成立と其の展開』(1963년 大修館書店)에서 이들 위작설을 부정하고 전국 시대(戰國時代) 위에서 쓰인 것이라고 보았다. 가마타뿐 아니라 중국의 학자 첸무(錢穆) 등이 그 문제점을 밝히고 반박했다. 그러나 유흠이 어느 정도로 『좌전』에 손을 댔는가에 대해서는 결론을 내지 못했다.
『좌전』은『공양전』『곡량전』과는 달리 꼭 집어서 『춘추』 본문에 대한 주석으로만 일관하지 않고 『춘추』 본문과는 관계없는 기사도 많이 수록하였는데, 가장 오래된 형태를 남기고 있는 것으로 여겨진다. 때문에 『춘추』의 해석서라기보다도 춘추 시대의 역사서라고 보는 설도 많다. 또한 『공양전』과 『곡량전』이 애공(哀公) 14년(기원전 481년) 봄 애공이 서쪽으로 사냥을 나갔다가 기린을 잡았다는 이른바 「서수획린」(西狩獲麟)의 기사에서 마치고 있는 것에 비해 『좌전』의 경 본문은 애공 16년 공자의 죽음까지 더 서술하였고, 전을 애공 27년까지 더 기록하였다.
풍부한 자료를 토대로 상세하게 『춘추』를 보완하였고 중국 춘추 시대를 이해하는 중요한 자료가 되고 있다. 특히 당시의 전쟁에 관한 기재가 상세하다. 또한 같은 시기를 다루고 있는 『국어』는 『좌전』과는 하나의 대립을 이루는 작품으로 보는 설이 있어 『춘추외전』(春秋外傳)이라고 부른다.

## 내용의 구성
- 은공(隱公) 원년~11년 (기원전 722년~기원전 712년)
- 환공(桓公) 원년~18년 (기원전 711년~기원전 694년)
- 장공(莊公) 원년~32년 (기원전 693년~기원전 662년)
- 민공(閔公) 원년~2년 (기원전 661년~기원전 660년)
- 희공(僖公) 원년~33년 (기원전 659년~기원전 627년)
- 문공(文公) 원년~18년 (기원전 626년~기원전 609년)
- 선공(宣公) 원년~18년 (기원전 608년~기원전 591년)
- 성공(成公) 원년~18년 (기원전 590년~기원전 573년)
- 양공(襄公) 원년~31년 (기원전 572년~기원전 542년)
- 소공(昭公) 원년~32년 (기원전 541년~기원전 510년)
- 정공(定公) 원년~15년 (기원전 509년~기원전 495년)
- 애공(哀公) 원년~27년 (기원전 494년~기원전 468년)

## 주요 문구
- "吾以靖國也" - (僖公二十三年)

## 한국어 번역
- 장세후 옮김, 《춘추좌전》(상·중·하), 을유문화사, 2012년 8월 20일(상권)/2013년 1월 15일(중권)/2013년 5월 15일(하권)

## 같이 보기
- 춘추
- 죽서기년
- 관우: 《삼국지》 권54, 〈오서〉9, 여몽전 주석 강표전에 관련 기록이 있음.
- 두예
- 좌구명
- 《춘추삼전》: 《좌전》, 《곡량전》, 《공양전》
- 오 태백
- 고사(故事)
- 오경(五經)